# Cheers
Cheers es una comedia de situación estadounidense emitida originalmente por NBC, desde el 30 de septiembre de 1982 hasta el 20 de mayo de 1993, con un total de 275 episodios de media hora en 11 temporadas. El programa fue producido por Charles/Burrows Productions en asociación con Paramount Network Television, y fue creado por el equipo de James Burrows y Glen & Les Charles. La serie esta ambientada en un bar de Boston (Massachusetts) cuyo nombre era igual que el de la serie: Cheers, hoy en día Cheers Beacon Hill. En el mismo, un grupo de clientes habituales del local se reunían para beber y divertirse.
Poco después de ser estrenada en 1982, fue cancelada antes de terminar su primera temporada por sus bajos niveles de audiencia, sin embargo se decidió continuar con su emisión y la serie se convirtió en éxito de audiencia en temporadas posteriores, posicionándose entre los diez primeros durante ocho de sus 11 temporadas, incluida una temporada en el número uno (temporada 9). Su final de serie, ampliamente visto, que se transmitió en 1993, se convirtió en el episodio televisivo más visto de la década de 1990, y los 275 episodios del programa se han distribuido con éxito en todo el mundo. 
Cheers consiguió en toda su historia 28 premios Emmy (sobre un total de 117 candidaturas) y una vez que finalizó, el personaje de Frasier Crane (Kelsey Grammer) se convirtió en el protagonista de un exitoso spin-off de la serie, llamado Frasier.
Durante su carrera, Cheers se convirtió en una de las series más populares de la historia y recibió elogios de la crítica desde el principio hasta el final. En 1997, los episodios "Thanksgiving Orphans" y "Home Is the Sailor", emitidos originalmente en 1987, ocuparon respectivamente el puesto 7 y 45 en los 100 mejores episodios de todos los tiempos de TV Guide. El final de su serie fue visto por aproximadamente 93 millones de espectadores, casi el 40% de la población estadounidense en ese momento. En 2002, Cheers ocupó el puesto 18 en los 50 mejores programas de televisión de todos los tiempos de TV Guide. En 2013, el Writers Guild of America la clasificó como la octava serie de televisión mejor escrita y TV Guide la clasificó en el puesto 11 en su lista de los 60 mejores programas.

## Reparto y personajes
Antes de que se completara y emitiera el piloto de Cheers "Give Me a Ring Sometime" en 1982, la serie constaba de cuatro empleados en el primer guion.Ni Norm Peterson ni Cliff Clavin, clientes habituales de Cheers, aparecieron; revisiones posteriores los agregaron entre los personajes habituales de la serie. 
En años posteriores, Woody Boyd reemplazó a Coach, después de que el personaje muriera fuera de la pantalla en la tercera temporada (1984-1985), tras la muerte del actor Nicholas Colasanto. Frasier Crane comenzó como un personaje recurrente y se convirtió en permanente. En la sexta temporada (1987-88), se agregó el nuevo personaje Rebecca Howe, que fue incluido en el programa después del final de la temporada anterior (1986-87) con la salida de Shelley Long. Lilith Sternin comenzó como un personaje único en un episodio de la cuarta temporada, "Second Time Around" (1985). Después de su aparición en la segunda temporada cinco, se convirtió en un personaje recurrente y luego apareció como permanente durante la temporada 10 (1991-1992).
| Personaje                 | Intérprete         | Actor de doblaje (España)                 | Actor de doblaje (Hispanoamérica) | Rol              | Otras ocupaciones                     |
| ------------------------- | ------------------ | ----------------------------------------- | --------------------------------- | ---------------- | ------------------------------------- |
| Sam Malone                | Ted Danson         | Fernando de Luis                          | Juan Alfonso Carralero            | Dueño/Camarero   | Antiguo pitcher de los Boston Red Sox |
| Woody Boyd                | Woody Harrelson    | Alfonso Gallardo                          | Moisés Palacios                   | Camarero         | Actor y político                      |
| Diane Chambers            | Shelley Long       | María Jesús Nieto                         |                                   | Camarera         | Escritora y estudiante                |
| Cliff Clavin              | John Ratzenberger  | Manuel Peiró / Juan Perucho (sustitución) |                                   | Cliente          | Cartero                               |
| Frasier Crane             | Kelsey Grammer     | Antonio Esquivias                         | Gerardo Reyero                    | Cliente          | Psiquiatra                            |
| Rebecca Howe              | Kirstie Alley      | Ana Ángeles García                        | Andrea Cotto                      | Mánager/Camarera | Empresaria                            |
| Entrenador Ernie Pantusso | Nicholas Colasanto | Francisco Arenzana                        |                                   | Camarero         | Exentrenador de béisbol               |
| Norm Peterson             | George Wendt       | Carlos Ysbert                             |                                   | Cliente          | Contable y decorador de interiores    |
| Lilith Sternin            | Bebe Neuwirth      | Marisa Marco                              |                                   | Cliente          | Psiquiatra                            |
| Carla Tortelli            | Rhea Perlman       | María Luisa Rubio                         |                                   | Camarera         | Ama de casa                           |

## Episodios
| Temporada | Temporada | Episodios | Episodios | Emisión original         | Emisión original    |
| Temporada | Temporada | Episodios | Episodios | Primera emisión          | Última emisión      |
| --------- | --------- | --------- | --------- | ------------------------ | ------------------- |
|           | 1         | 22        | 22        | 30 de septiembre de 1982 | 31 de marzo de 1983 |
|           | 2         | 22        | 22        | 29 de septiembre de 1983 | 10 de marzo de 1984 |
|           | 3         | 25        | 25        | 27 de septiembre de 1984 | 9 de mayo de 1985   |
|           | 4         | 26        | 26        | 26 de septiembre de 1985 | 15 de mayo de 1986  |
|           | 5         | 26        | 26        | 25 de septiembre de 1986 | 7 de mayo de 1987   |
|           | 6         | 25        | 25        | 24 de septiembre de 1987 | 5 de mayo de 1988   |
|           | 7         | 22        | 22        | 27 de octubre de 1988    | 4 de mayo de 1989   |
|           | 8         | 26        | 26        | 21 de septiembre de 1989 | 3 de mayo de 1990   |
|           | 9         | 26        | 26        | 19 de septiembre de 1990 | 2 de mayo de 1991   |
|           | 10        | 26        | 26        | 19 de septiembre de 1991 | 14 de mayo de 1992  |
|           | 11        | 28        | 28        | 24 de septiembre de 1992 | 20 de mayo de 1993  |

## Temas
Casi todos los Cheers tuvieron lugar en la sala del frente del bar, pero los personajes a menudo iban a la sala de billar trasera o a la oficina del bar. Cheers no mostró ninguna acción fuera del bar hasta el primer episodio de la segunda temporada, que tuvo lugar en el apartamento de Diane.
El tema principal del programa en sus primeras temporadas fue el romance entre la camarera intelectual Diane Chambers y el dueño del bar Sam Malone, un ex lanzador de Grandes Ligas de los Medias Rojas de Boston y alcohólico en recuperación.Después de que Shelley Long (Diana) dejó el programa, la atención se centró en la nueva relación de Sam con Rebecca Howe, una neurótica escaladora corporativa.
Muchos guiones de Cheers se centraron o tocaron una variedad de temas sociales, aunque con humor. Como dice Toasting Cheers, "El guión se vio reforzado aún más por la audacia de los escritores al abordar con éxito temas controvertidos como el alcoholismo, la homosexualidad y el adulterio". 
La clase social fue un subtexto del espectáculo. La "clase alta" —representada por personajes como Diane Chambers, Frasier Crane y Lilith Sternin— se codeaba con personajes de clase media y trabajadora: Sam Malone, Carla Tortelli, Norm Peterson y Cliff Clavin. Un ejemplo extremo de esto fue la relación entre Woody Boyd y la hija de un millonario, Kelly Gaines. Muchos espectadores disfrutaron de Cheers en parte debido a este enfoque en el desarrollo del personaje además del desarrollo de la trama.
El feminismo y el papel de la mujer también fueron temas recurrentes a lo largo del programa, y algunos críticos vieron que cada uno de los personajes femeninos principales retrataba un aspecto de feminista imperfecta a su manera. Diane era una feminista vocal y Sam era el epítome de todo lo que odiaba: la promiscuidad y el chauvinismo. 
La homosexualidad se abordó desde la primera temporada, lo que era poco común a principios de los años 1980 en la televisión estadounidense. En el episodio de la primera temporada "The Boys in the Bar" (el título es una referencia a la obra y posterior película The Boys in the Band), un amigo y excompañero de equipo de Sam sale del armario en su autobiografía. Algunos de los clientes habituales presionan a Sam para que tome medidas para garantizar que Cheers no se convierta en un bar gay. El episodio ganó un premio GLAAD Media Award y los escritores del guion, Ken Levine y David Isaacs, fueron nominados a un premio Primetime Emmy.
La adicción también juega un papel en Cheers, casi exclusivamente a través de Sam. Es un alcohólico en recuperación que había comprado un bar durante sus días de bebedor. Frasier tiene un ataque notable de bebida en el episodio de la cuarta temporada "The Triangle", mientras que Woody desarrolla un problema de juego en "Call Me Irresponsible" de la séptima temporada. Carla y otros personajes beben cerveza durante el embarazo, pero a nadie parece importarle.

## Producción

### Concepto y creación
Algunos creen que el programa es una repetición de la comedia de situación de 1979 Park Street Under, producida localmente por WCVB, afiliada de ABC de Boston, con Steve Sweeney y la fundadora del American Repertory Theatre, Karen MacDonald. Tres hombres desarrollaron y crearon la serie de televisión Cheers: Glen y Les Charles ("Glen and Les") y James Burrows, quienes se identificaron como "dos mormones y un judío". Su objetivo era "crear un espectáculo en torno a una relación tipo Spencer Tracy - Katharine Hepburn" entre sus dos personajes principales, Sam y Diane. Malone representa al hombre promedio, mientras que Chambers representa clase y sofisticación. El programa gira en torno a personajes en un bar bajo "temas humorísticos para adultos" y "situaciones". 
La idea original era un grupo de trabajadores que interactuaban como una familia, siendo el objetivo un concepto similar a The Mary Tyler Moore Show. Los creadores se plantearon hacer una versión americana de las británicas Fawlty Towers, ambientadas en un hotel o una posada. Cuando los creadores eligieron un bar como escenario, el programa comenzó a parecerse al programa de radio Duffy's Tavern, originalmente escrito y cocreado por el padre de James Burrows, Abe Burrows. Les gustó la idea de una taberna, ya que proporcionaba un flujo continuo de gente nueva para una variedad de personajes. Un concepto inicial giraba en torno a que una mujer se convirtiera en la nueva propietaria del bar y la animosidad creada entre ella y los clientes habituales, una idea que se utilizó más adelante en la temporada 6 cuando se presentó el personaje de Rebecca Howe. 
Las primeras discusiones sobre la ubicación del programa se centraron en Barstow, California, y luego en Kansas City, Misuri. Finalmente se dirigieron a la costa este y finalmente a Boston. El pub Bull & Finch de Boston, que sirvió de modelo para Cheers, fue elegido de una guía telefónica. Cuando Glen Charles le pidió al dueño del bar, Tom Kershaw, que tomara fotografías del exterior y del interior, aceptó y cobró 1 dólar. Desde entonces, Kershaw ha ganado millones de dólares, otorgando licencias para la imagen del pub y vendiendo una variedad de recuerdos de Cheers. El Bull & Finch se convirtió en el 42.º establecimiento más concurrido de la industria estadounidense de alimentos y bebidas en 1997. Durante el casting inicial, Shelley Long, que estaba en Boston en ese momento filmando Un pequeño círculo de amigos, comentó que el bar en el guion se parecía a un bar que había encontrado en la ciudad, que resultó ser el Bull & Finch.

### Equipo de producción
La tripulación del Cheers se contaba por cientos. Los tres creadores, James Burrows y Glen y Les Charles, mantuvieron oficinas en el lote de Paramount durante la duración de Cheers. Los hermanos Charles permanecieron a cargo general durante la duración del programa, escribiendo con frecuencia episodios importantes, aunque a partir de la tercera temporada comenzaron a delegar el funcionamiento diario del personal de redacción a varios showrunners. Ken Estin y Sam Simon fueron designados showrunners para la tercera temporada y fueron sucedidos por David Angell, Peter Casey y David Lee al año siguiente. Angell, Casey y Lee permanecerían como showrunners hasta el final de la séptima temporada, cuando se fueron para desarrollar su propia comedia, Wings, y fueron reemplazados por Bill y Cheri Steinkellner y Phoef Sutton durante la octava a la décima temporada. Para la última temporada, Tom Anderson y Dan O'Shannon actuaron como showrunners.
Se considera que James Burrows es un factor en la longevidad del programa, ya que dirigió 243 de los 270 episodios y supervisó la producción del programa. Entre los otros directores del programa se encontraban Andy Ackerman, Thomas Lofaro, Tim Berry, Tom Moore, Rick Beren, así como los miembros del reparto John Ratzenberger y George Wendt. 
Craig Safan proporcionó la música original de la serie durante toda su ejecución, excepto el tema principal. Sus extensas composiciones para el programa le llevaron a ganar numerosos premios ASCAP Top TV Series por su música.

### Casting
Originalmente, el personaje de Sam Malone estaba pensado para ser un jugador de fútbol retirado y estaba previsto que lo interpretara Fred Dryer, pero se eligió a Danson en parte porque era más joven y tenía más experiencia como actor que Dryer. Después de elegir a Ted Danson, se decidió que un exjugador de béisbol (Sam "Mayday" Malone) sería más creíble que un jugador de fútbol retirado. Dryer, sin embargo, interpretaría al comentarista deportivo Dave Richards, un viejo amigo de Sam, en tres episodios. Bill Cosby también fue considerado al principio del proceso de casting para el papel de Sam, luego de ser recomendado por la cadena. 
Varias fuentes recomendaron a Shelley Long a los productores para el papel de Diane Chambers, pero Long deseaba que le ofrecieran el papel directamente y hubo que convencerlo para que hiciera una audición. Cuando leyó el papel, según Glen Charles, "eso fue todo, sabíamos que la queríamos". Antes de que se tomara la decisión final, se probaron tres pares de actores frente a los productores y ejecutivos de la cadena para Sam y Diane: Danson y Long, Fred Dryer y Julia Duffy, William Devane y Lisa Eichhorn. La química era tan evidente entre Long y Danson que les aseguró los papeles. Ted Danson fue enviado a una escuela de coctelería para prepararlo para el papel y, según Burrows, tuvo que aprender "cómo fingir que sabía mucho sobre deportes", ya que Danson no era un fanático de los deportes en la vida real. y nunca había asistido a un partido de béisbol. 
El personaje de Cliff Clavin fue creado para John Ratzenberger después de que éste hiciera una audición para el papel de Norm Peterson, que finalmente fue para George Wendt. Mientras charlaba con los productores después, les preguntó si iban a incluir un "sabelotodo del bar", el papel que finalmente interpretó. Alley se unió al elenco cuando Shelley Long se fue, y Woody Harrelson se unió cuando murió Nicholas Colasanto. Danson, Perlman y Wendt fueron los únicos actores que aparecieron en todos los episodios de la serie; Ratzenberger aparece en todos menos en uno (y su nombre no formó parte del montaje de créditos de apertura durante la primera temporada).

### Tema central

La versión original de una de las imágenes utilizadas en la secuencia del título de apertura.

Antes de que "Where Everybody Knows Your Name", escrita por Gary Portnoy y Judy Hart Angelo, se convirtiera en el tema principal del programa, los productores de Cheers rechazaron dos de las canciones de Portnoy y Hart Angelo. Los compositores habían colaborado para proporcionar música para Preppies, un musical de Broadway que fracasó. Cuando les dijeron que no podían apropiarse de "People Like Us", la canción de apertura de Preppies, la pareja escribió otra canción, "My Kind of People", que se parecía a "People Like Us" y tenía la intención de satirizar "el estilo de vida de los viejos y decadentes WASP", pero, para satisfacer las demandas de los productores, reescribieron la letra para que tratara de "perdedores simpáticos" en un bar de Boston. Los productores del programa también rechazaron esta canción. Después de leer el guion del piloto de la serie, crearon otra canción, "Another Day". Cuando Portnoy y Hart Angelo se enteraron de que NBC había encargado trece episodios, crearon un tema oficial y reescribieron la letra. En las transmisiones sindicadas de Cheers, el tema principal se acortó para dejar espacio para comerciales adicionales.

## Recepción

### Respuesta crítica
Cheers fue aclamado por la crítica en su primera temporada, aunque obtuvo un decepcionante puesto 74 de 77 programas en los ratings de ese año. Se cree que este apoyo crítico, el éxito inicial en los premios Primetime Emmy y el apoyo del presidente de la división de entretenimiento de NBC, Brandon Tartikoff, son las principales razones de la supervivencia y el éxito final del programa. Tartikoff declaró en 1983 que Cheers era una comedia para adultos sofisticada y que los ejecutivos de NBC "nunca dudaron ni por un segundo" de que el programa se renovaría. El escritor Levine cree que la razón más importante fue que la cadena reconoció que no tenía otros programas exitosos para ayudar a promover Cheers; como escribió más tarde, "[NBC] no tenía nada mejor con qué reemplazarlo". 
En un escrito de 2016, el crítico de teatro Chris Jones calificó a Cheers como "una comedia de situación bisagra: un pie en fragmentos y trucos clásicos no muy alejados de Mel Brooks y otro en un absurdo ambicioso, parecido a Seinfeld". En 2013, la revista GQ organizó un concurso en línea para encontrar la mejor comedia televisiva. Cheers fue votado como el mejor programa de comedia de todos los tiempos. En 2017, James Charisma de la revista Paste clasificó la secuencia de apertura del programa en el puesto número 5 en una lista de las 75 mejores secuencias de títulos de televisión de todos los tiempos. En 2022, Rolling Stone clasificó a Cheers como el octavo mejor programa de televisión de todos los tiempos. 

### Audiencia
Las calificaciones mejoraron para las reposiciones de verano después de la primera temporada. El elenco participó en varios programas de entrevistas para tratar de promover aún más la serie después de su primera temporada. En la segunda temporada, Cheers era competitivo con el programa de mayor audiencia de CBS, Simon & Simon. Con la creciente popularidad de Family Ties, que estuvo en el espacio por delante de Cheers desde enero de 1984 hasta que Family Ties se trasladó a los domingos en 1987, y la colocación de The Cosby Show frente a ambos al comienzo de su tercera temporada (1984), la programación se convirtió en un gran éxito de audiencia que NBC finalmente denominó "Must See Thursday". La siguiente temporada, los ratings de Cheers aumentaron dramáticamente después de que Woody Boyd también se convirtiera en un personaje regular. La quinta temporada le valió a la serie la calificación más alta del año que jamás alcanzaría. Aunque los ratings disminuyeron en su mayoría cada año después de eso, el programa mantuvo una ventaja competitiva y ascendió al puesto número uno del año por primera y única vez en la novena temporada. Aunque los índices de audiencia y el ranking perdieron terreno en las últimas dos temporadas, aún tuvo un buen desempeño, ya que fue el único programa de NBC durante esas temporadas que estuvo entre los 10 primeros. Al final de su última temporada, el programa tuvo una racha de ocho temporadas consecutivas entre los diez primeros de los ratings de Nielsen; siete de ellos estaban entre los cinco primeros.
NBC dedicó una noche entera al episodio final de Cheers, luego del final de temporada de una hora de Seinfeld (que fue su introducción). El programa comenzó con un programa "previa" presentado por Bob Costas, seguido del episodio final de 98 minutos. Luego, los afiliados de NBC transmitieron homenajes a Cheers durante sus noticieros locales, y la noche concluyó con un Tonight Show especial transmitido en vivo desde el Bull & Finch Pub. Aunque el episodio no cumplió con sus exageradas predicciones de audiencia y se convirtió en el episodio de televisión más visto, fue el programa más visto ese año, atrayendo a 93 millones de espectadores (64 por ciento de todos los espectadores esa noche), casi el 40% de la población estadounidense en ese momento y ocupó el puesto 11 de todos los tiempos en programación de entretenimiento. La emisión final de Cheers de 1993 también surgió como la emisión de mayor audiencia de la NBC hasta la fecha, así como el episodio individual más visto de cualquier serie de televisión durante la década de 1990 en la televisión estadounidense. 
El episodio se emitió originalmente en el anuncio habitual de Cheers el jueves por la noche y luego se retransmitió el domingo. Si bien la transmisión original no superó al final de M*A*S*H, las audiencias combinadas no repetidas de las proyecciones del jueves y domingo sí lo hicieron. La televisión había cambiado mucho entre los dos finales, dejando a Cheers con una competencia más amplia por los ratings.

### Premios
Durante sus once temporadas, el elenco y el equipo de Cheers obtuvieron muchos premios. El programa obtuvo un récord de 111 nominaciones a los premios Primetime Emmy, con un total de 28 victorias. Además, Cheers obtuvo 31 nominaciones a los Globos de Oro, con un total de seis victorias. Danson, Long, Alley, Perlman, Wendt, Ratzenberger, Harrelson, Grammer, Neuwirth y Colasanto recibieron nominaciones al Emmy por sus papeles. Cheers ganó el Globo de Oro a la "Mejor Serie de TV - Comedia/Musical" en 1991 y el Premio Primetime Emmy a la Mejor Serie de Comedia en 1983, 1984, 1989 y 1991. La serie recibió el "Premio Leyenda" en el 2006 TV Land Awards, y muchos de los miembros supervivientes del reparto asistieron al evento. 
| Ganador                 | Premio |
| ----------------------- | --- |
| Kirstie Alley           | Emmy a la mejor actriz protagonista en la categoría de serie cómica (1991)                                                                                      |
| Kirstie Alley           | Globo de Oro a la mejor actuación de una actriz en series de televisión en la categoría de Comedia/Musical (1991)                                               |
| Ted Danson              | Emmy al mejor actor protagonista en la categoría de serie cómica (1990, 1993)                                                                                   |
| Ted Danson              | Globo de Oro a la mejor actuación de un actor en series de televisión en la categoría de Comedia/Musical (1990, 1991)                                           |
| Woody Harrelson         | Emmy al mejor actor secundario en la categoría de serie cómica (1989)                                                                                           |
| Shelley Long            | Emmy a la mejor actriz protagonista en la categoría de serie cómica (1983)                                                                                      |
| Shelley Long            | Globo de Oro a la mejor actuación de una actriz en series de televisión en la categoría de Comedia/Musical (1985)                                               |
| Shelley Long            | Globo de Oro a la mejor actriz secundaria en la categoría de Series, Miniseries o Largometraje para la televisión (1983)                                        |
| Bebe Neuwirth           | Emmy a la mejor actriz protagonista en la categoría de serie cómica (1990, 1993)                                                                                |
| Rhea Perlman            | Emmy al mejor actriz secundaria en la categoría de serie cómica (1984, 1985, 1986, 1989)                                                                        |
| Premios a la producción | Emmy a la mejor dirección en series cómicas (1983, 1991) |
| Premios a la producción | Emmy al mejor guion en series cómicas (1983, 1984) |
| Premios a la producción | Emmy al mejor diseño gráfico en las secuencias de crédito (1983)                                                                                                |
| Premios a la producción | Emmy a la mejor edición en la categoría de series (1984) Emmy a la mejor edición en la categoría de series (con múltiples cámaras) (1988, 1993)                 |
| Premios a la producción | Emmy a los mejores efectos de sonido en la categoría de series (1985) Emmy a los mejores efectos de sonido en la categoría de series cómicas (1986, 1987, 1990) |

## Versiones
- En 2011 la productora Plural Entertainment y la cadena Telecinco decidieron llevar a cabo la versión española de la serie, manteniendo el título original.